# Catalina Carlota de Gramont
Catalina Carlota de Gramont (1639 - 4 de junio de 1678) fue una aristócrata francesa por nacimiento, y princesa de Mónaco como la esposa de Luis I de Mónaco. Fue una de las amantes del rey Luis XIV de Francia.

## Biografía
Fue la hija mayor del Mariscal de Francia Antoine III de Gramont, Duque de Gramont, y de su esposa Françoise Marguerite du Plessis, sobrina del cardenal Richelieu. El hermano mayor de Catalina Carlota fue Armand de Gramont, el célebre Conde de Guiche, conocido por su arrogancia y su buena apariencia, que fue a un tiempo el amante de Felipe de Francia, Duque de Orleans y de Enriqueta de Inglaterra, es decir, de ambos cónyuges de un matrimonio.

## Matrimonio y descendencia
En 1660 Catalina se casó con Luis Grimaldi, el segundo duque de Valentinois y heredero al trono de Mónaco, a quien se describe como "un italiano glorioso y avaro". Tuvieron seis hijos.
En 1662, a la muerte de su suegro, se convirtió en la Princesa consorte de Mónaco. Ella se instaló con su esposo e hijos en Mónaco en 1662, donde permaneció durante tres años, después de lo cual regresó a la corte francesa. El príncipe y la princesa de Mónaco pasaban más tiempo en París que en Mónaco pues la pareja estaba bien establecida en la corte real de Luis XIV, donde Catalina Carlota ocupó el cargo de dama de compañía de la princesa Enriqueta de Inglaterra, cuñada y examante de Luis XIV. Su tía, Susana Carlota de Gramont, marquesa de Saint Chaumont, era también un miembro cercano a la familia de Enriqueta, porque era la institutriz de sus dos hijas, María Luisa y María Ana.
La belleza de Catalina Carlota no pasó desapercibida. Ella era conocida por su belleza e ingenio, y no dudó en tener muchos amantes, entre ellos el propio rey, el marqués de Villeroy y su primo, "el pequeño Lauzun". Madame de Sévigné la describió como "ávida de placer", y fue apodada Catalina "La Torrent".
El rey, que estaba perdiendo interés en su amante, Louise de la Vallière, comenzó en efecto un romance con Catalina Carlota, que duró sólo unos meses. El marido de Catalina Carlota, Luis I, Príncipe de Mónaco, diplomáticamente dejó la corte y se fue a la guerra. En realidad esto era parte de un complot diseñado por Enriqueta de Inglaterra para distraer al rey de Louise, para así poder recuperarlo para ella misma. Luis XIV tenía de hecho, que dejar a Catalina Carlota después de unos meses, pero no volvió con ella, sino que cayó en los brazos de Madame de Montespan. Algunos rumores cortesanos apuntaron a que Catalina Carlota también tenía una relación íntima con Enriqueta (maliciosamente querían adjudicarle las mismas preferencias que su hermano) La princesa se vio obligada a regresar a Mónaco en 1668 después de haber sido desterrada de la corte por sus escandalosos asuntos amorosos. En 1672 regresó a la corte francesa, donde pasó el resto de su vida.
Fueron sus hijos con el príncipe monegasco:
- Antonio Grimaldi (1661-1731), Príncipe de Mónaco, se casó con María de Lorena.
- María Teresa Carlota Grimaldi (1662-1738), monja de la Orden de la Visitación en Mónaco.
- Ana Hipólita Grimaldi (1667-1700), se casó en 1696 con Jacques de Crussol, Duque de Uzès (1675-1739).
- Francisco de Mónaco (1669-1748), arzobispo de Besanzón.
- Juana María Grimaldi (¿?), monja de la Orden de la Visitación en Mónaco.
- Aurelia Grimaldi (¿?), Señora de Baux.

Catalina Carlota falleció en París, el 4 de junio de 1678, a los 39 años de edad.

## Títulos y estilos
- 1639 - 30 de marzo de 1660: Mademoiselle de Gramont.
- 30 de marzo de 1660 - 10 de enero de 1662: Su Alteza Serenísima la Princesa heredera de Mónaco.
- 10 de enero de 1662 - 4 de junio de 1678: Su Alteza Serenísima la Princesa consorte de Mónaco.

## Ancestros
|  |                                                         |  |  |  |  |  |  |  |  |  |  |  |  |  |  |  |
|  | 16. Antoine de Gramont, Conde de Guiche                 |  |  |  |  |  |  |  |  |  |  |  |  |  |  |  |
|  |                                                         |  |  |  |  |  |  |  |  |  |  |  |  |  |  |  |
|  |                                                         |  |  |  |  |  |  |  |  |  |  |  |  |  |  |  |
|  | 8. Philibert de Gramont, Conde de Guiche                |  |  |  |  |  |  |  |  |  |  |  |  |  |  |  |
|  |                                                         |  |  |  |  |  |  |  |  |  |  |  |  |  |  |  |
|  |                                                         |  |  |  |  |  |  |  |  |  |  |  |  |  |  |  |
|  | 17. Hélène de Clermont                                  |  |  |  |  |  |  |  |  |  |  |  |  |  |  |  |
|  |                                                         |  |  |  |  |  |  |  |  |  |  |  |  |  |  |  |
|  |                                                         |  |  |  |  |  |  |  |  |  |  |  |  |  |  |  |
|  | 4. Antoine II de Gramont, Duque de Gramont              |  |  |  |  |  |  |  |  |  |  |  |  |  |  |  |
|  |                                                         |  |  |  |  |  |  |  |  |  |  |  |  |  |  |  |
|  |                                                         |  |  |  |  |  |  |  |  |  |  |  |  |  |  |  |
|  | 18. Paul d'Andoins, Barón de Andoins, Conde de Louvigny |  |  |  |  |  |  |  |  |  |  |  |  |  |  |  |
|  |                                                         |  |  |  |  |  |  |  |  |  |  |  |  |  |  |  |
|  |                                                         |  |  |  |  |  |  |  |  |  |  |  |  |  |  |  |
|  | 9. Diane d'Andoins                                      |  |  |  |  |  |  |  |  |  |  |  |  |  |  |  |
|  |                                                         |  |  |  |  |  |  |  |  |  |  |  |  |  |  |  |
|  |                                                         |  |  |  |  |  |  |  |  |  |  |  |  |  |  |  |
|  | 19. Anne Marguerite de Cauna                            |  |  |  |  |  |  |  |  |  |  |  |  |  |  |  |
|  |                                                         |  |  |  |  |  |  |  |  |  |  |  |  |  |  |  |
|  |                                                         |  |  |  |  |  |  |  |  |  |  |  |  |  |  |  |
|  | 2. Antoine III de Gramont, Duque de Gramont             |  |  |  |  |  |  |  |  |  |  |  |  |  |  |  |
|  |                                                         |  |  |  |  |  |  |  |  |  |  |  |  |  |  |  |
|  |                                                         |  |  |  |  |  |  |  |  |  |  |  |  |  |  |  |
|  | 20. Géraud de Roquelaure, Señor de Roquelaure           |  |  |  |  |  |  |  |  |  |  |  |  |  |  |  |
|  |                                                         |  |  |  |  |  |  |  |  |  |  |  |  |  |  |  |
|  |                                                         |  |  |  |  |  |  |  |  |  |  |  |  |  |  |  |
|  | 10. Antoine de Roquelaure                               |  |  |  |  |  |  |  |  |  |  |  |  |  |  |  |
|  |                                                         |  |  |  |  |  |  |  |  |  |  |  |  |  |  |  |
|  |                                                         |  |  |  |  |  |  |  |  |  |  |  |  |  |  |  |
|  | 21. Catherine de Bezolles                               |  |  |  |  |  |  |  |  |  |  |  |  |  |  |  |
|  |                                                         |  |  |  |  |  |  |  |  |  |  |  |  |  |  |  |
|  |                                                         |  |  |  |  |  |  |  |  |  |  |  |  |  |  |  |
|  | 5. Louise de Roquelaure                                 |  |  |  |  |  |  |  |  |  |  |  |  |  |  |  |
|  |                                                         |  |  |  |  |  |  |  |  |  |  |  |  |  |  |  |
|  |                                                         |  |  |  |  |  |  |  |  |  |  |  |  |  |  |  |
|  | 22. Jacques Claude d'Ornesan, Señor de Auradé           |  |  |  |  |  |  |  |  |  |  |  |  |  |  |  |
|  |                                                         |  |  |  |  |  |  |  |  |  |  |  |  |  |  |  |
|  |                                                         |  |  |  |  |  |  |  |  |  |  |  |  |  |  |  |
|  | 11. Catherine d'Ornesan                                 |  |  |  |  |  |  |  |  |  |  |  |  |  |  |  |
|  |                                                         |  |  |  |  |  |  |  |  |  |  |  |  |  |  |  |
|  |                                                         |  |  |  |  |  |  |  |  |  |  |  |  |  |  |  |
|  | 23. Brunette de Cornil, Dama de Moulin d'Armac          |  |  |  |  |  |  |  |  |  |  |  |  |  |  |  |
|  |                                                         |  |  |  |  |  |  |  |  |  |  |  |  |  |  |  |
|  |                                                         |  |  |  |  |  |  |  |  |  |  |  |  |  |  |  |
|  | 1. Catalina, Princesa consorte de Mónaco                |  |  |  |  |  |  |  |  |  |  |  |  |  |  |  |
|  |                                                         |  |  |  |  |  |  |  |  |  |  |  |  |  |  |  |
|  |                                                         |  |  |  |  |  |  |  |  |  |  |  |  |  |  |  |
|  | 24. Jacques de Chivré, Señor de Plessis                 |  |  |  |  |  |  |  |  |  |  |  |  |  |  |  |
|  |                                                         |  |  |  |  |  |  |  |  |  |  |  |  |  |  |  |
|  |                                                         |  |  |  |  |  |  |  |  |  |  |  |  |  |  |  |
|  | 12. François de Chivré, Señor de Plessis                |  |  |  |  |  |  |  |  |  |  |  |  |  |  |  |
|  |                                                         |  |  |  |  |  |  |  |  |  |  |  |  |  |  |  |
|  |                                                         |  |  |  |  |  |  |  |  |  |  |  |  |  |  |  |
|  | 25. Jeanne Le Hesnault, Dama de Bouillé                 |  |  |  |  |  |  |  |  |  |  |  |  |  |  |  |
|  |                                                         |  |  |  |  |  |  |  |  |  |  |  |  |  |  |  |
|  |                                                         |  |  |  |  |  |  |  |  |  |  |  |  |  |  |  |
|  | 6. Hector de Chivré, Señor de Plessis                   |  |  |  |  |  |  |  |  |  |  |  |  |  |  |  |
|  |                                                         |  |  |  |  |  |  |  |  |  |  |  |  |  |  |  |
|  |                                                         |  |  |  |  |  |  |  |  |  |  |  |  |  |  |  |
|  | 26. François de la Porte, Señor de Boissier             |  |  |  |  |  |  |  |  |  |  |  |  |  |  |  |
|  |                                                         |  |  |  |  |  |  |  |  |  |  |  |  |  |  |  |
|  |                                                         |  |  |  |  |  |  |  |  |  |  |  |  |  |  |  |
|  | 13. Léonore de la Porte                                 |  |  |  |  |  |  |  |  |  |  |  |  |  |  |  |
|  |                                                         |  |  |  |  |  |  |  |  |  |  |  |  |  |  |  |
|  |                                                         |  |  |  |  |  |  |  |  |  |  |  |  |  |  |  |
|  | 27. Madeleine Charles                                   |  |  |  |  |  |  |  |  |  |  |  |  |  |  |  |
|  |                                                         |  |  |  |  |  |  |  |  |  |  |  |  |  |  |  |
|  |                                                         |  |  |  |  |  |  |  |  |  |  |  |  |  |  |  |
|  | 3. Françoise Marguerite du Plessis                      |  |  |  |  |  |  |  |  |  |  |  |  |  |  |  |
|  |                                                         |  |  |  |  |  |  |  |  |  |  |  |  |  |  |  |
|  |                                                         |  |  |  |  |  |  |  |  |  |  |  |  |  |  |  |
|  | 28. François de Connan, Señor de Coulon y Rabastan      |  |  |  |  |  |  |  |  |  |  |  |  |  |  |  |
|  |                                                         |  |  |  |  |  |  |  |  |  |  |  |  |  |  |  |
|  |                                                         |  |  |  |  |  |  |  |  |  |  |  |  |  |  |  |
|  | 14. Nicolas de Connan, Señor de Rabastan                |  |  |  |  |  |  |  |  |  |  |  |  |  |  |  |
|  |                                                         |  |  |  |  |  |  |  |  |  |  |  |  |  |  |  |
|  |                                                         |  |  |  |  |  |  |  |  |  |  |  |  |  |  |  |
|  | 29. Jeanne Hennequin du Perray                          |  |  |  |  |  |  |  |  |  |  |  |  |  |  |  |
|  |                                                         |  |  |  |  |  |  |  |  |  |  |  |  |  |  |  |
|  |                                                         |  |  |  |  |  |  |  |  |  |  |  |  |  |  |  |
|  | 7. Marie de Connan                                      |  |  |  |  |  |  |  |  |  |  |  |  |  |  |  |
|  |                                                         |  |  |  |  |  |  |  |  |  |  |  |  |  |  |  |
|  |                                                         |  |  |  |  |  |  |  |  |  |  |  |  |  |  |  |
|  | 30. Charles d'O, Señor de Vérigny                       |  |  |  |  |  |  |  |  |  |  |  |  |  |  |  |
|  |                                                         |  |  |  |  |  |  |  |  |  |  |  |  |  |  |  |
|  |                                                         |  |  |  |  |  |  |  |  |  |  |  |  |  |  |  |
|  | 15. Anne d'O                                            |  |  |  |  |  |  |  |  |  |  |  |  |  |  |  |
|  |                                                         |  |  |  |  |  |  |  |  |  |  |  |  |  |  |  |
|  |                                                         |  |  |  |  |  |  |  |  |  |  |  |  |  |  |  |
|  | 31. Jacqueline Girard                                   |  |  |  |  |  |  |  |  |  |  |  |  |  |  |  |
|  |                                                         |  |  |  |  |  |  |  |  |  |  |  |  |  |  |  |
|  |                                                         |  |  |  |  |  |  |  |  |  |  |  |  |  |  |  |

| Predecesor: Ippolita Trivulzio | Princesa consorte de Mónaco 10 de enero de 1662 - 4 de junio de 1678 | Sucesor: Marie de Lorraine |